# Adrien Douady
Adrien Douady (La Tronche, 25 settembre 1935 – Saint-Raphaël, 2 novembre 2006) è stato un matematico francese, conosciuto per i suoi lavori in algebra omologica e in dinamica complessa.